# カワイ麻弓
カワイ 麻弓（カワイ まゆみ）は、日本のタレント、女優。

## 出演

### テレビドラマ
- 金髪先生 (1997年)
- いとしの未来ちゃん - レギュラー (1997年)
- あ。た、り - レギュラー (1999年 - 2000年)
- 恋の奇跡 - (1999年) - 塚本妙子のファンの女性
- 万引きGメン・二階堂雪「嫉妬」(2000年)
- 告発弁護士シリーズ (2003年)